# Vladimir Mihailović
Vladimir Mihailović (serbisch-kyrillisch Владимир Михаиловић; * 10. August 1990 in Cetinje, SFR Jugoslawien) ist ein montenegrinischer Basketballspieler. Der Nationalspieler spielte bis 2014 in seiner Heimat, wo er mit Serienmeister KK Budućnost Podgorica vier Meisterschaften gewann, davon dreimal als Double in Verbindung mit dem Titelgewinn im nationalen Pokalwettbewerb. Seine Karriere im Ausland startete Mihailović in Belgien, bevor er nach sechs Wochen nach Deutschland wechselte und anschließend für die Erstligisten Walter Tigers Tübingen, s.Oliver Würzburg sowie seit Mitte Dezember 2016 für die EWE Baskets Oldenburg in der Basketball-Bundesliga spielt.

## Karriere
Mihailović absolvierte seine ersten Einsätze bei den Herren in der höchsten nationalen Spielklasse ab 2008 für den Verein Mornar im montenegrinischen Bar. In der Saison 2009/10 spielte der Jugend-Nationalspieler mit diesem Verein auch international in der Balkan International Basketball League (BIBL), in der die Mannschaft jedoch im Viertelfinale gegen den nationalen Konkurrenten KK Lovćen aus seiner Geburtsstadt den Einzug in das Final-Four-Turnier dieses Wettbewerbs verpasste. KK Lovćen verlor das Finale dieses Wettbewerbs jedoch genauso wie die Play-off-Finalserie der montenegrinischen Meisterschaft gegen den Serienmeister KK Budućnost aus der Hauptstadt Podgorica, der Mihailović’ folgender Klub sein sollte. Bei der U20-Europameisterschafts-Endrunde 2010 war Mihailović in der montenegrinischen Junioren-Nationalmannschaft mannschaftsinterner Topscorer mit knapp 17 Punkten pro Spiel und erreichte zusammen mit unter anderem Bojan Dubljević, der auch in den folgenden beiden Spielzeiten sein Vereinskamerad sein sollte, einen guten sechsten Platz, nachdem man im Viertelfinale Spanien um den gebürtigen Montenegriner Nikola Mirotić unterlegen war. Ein Jahr später konnte sich die montenegrinische Herren-Nationalmannschaft nach der Unabhängigkeit 2006 erstmals für eine EM-Endrunde qualifizieren, doch in der EM-Endrunde 2011 in Litauen selbst gelang nur ein Auftaktsieg nach Verlängerung gegen den späteren Überraschungsvierten Mazedonien. Nach weiteren vier Niederlagen, bei denen Mihailović nur im abschließenden Vorrundenspiel gegen Finnland nennenswerte Einsatzzeit erhielt, schied die Auswahl bereits nach der Turnier-Vorrunde aus.
Mit dem KK Budućnost gewann Mihailović auch in den folgenden vier Jahren die nationale Meisterschaft, wobei er 2011 seine erste Meisterschaft in der Finalserie gegen seinen ehemaligen Verein Mornar Bar gewann. Während man in allen Play-off-Finalserien ohne eine einzige Niederlage national blieb, verlor man etwas überraschend das Pokalfinale 2013 gegen KK Sutjeska Nikšić, so dass Mihailović mit dem national dominierenden Verein bis 2014 auf drei Titelgewinne im Pokalwettbewerb als Double kam. In der supranationalen ABA-Liga verlor man beim Final Four jeweils die Halbfinalspiele gegen die späteren Titelgewinner KK Partizan Belgrad 2011 und Maccabi Tel Aviv 2012. In den folgenden Spielzeiten 2013 und 2014 verpasste der Verein im Nachfolgewettbewerb der YUBA-Liga auf dem fünften Platz knapp den Einzug in das Finalturnier. Nachdem die Mannschaft im Eurocup 2010/11 noch knapp den Einzug in die Zwischenrunde verpasst hatte, erreichte man diese hinter dem deutschen Vertreter Alba Berlin, der damals von dem Montenegriner Luka Pavićević trainiert wurde, im Eurocup 2011/12 und zog dann sogar bis ins Viertelfinale ein. In dieser Runde unterlag man dann dem späteren Finalisten Valencia BC, der Dubljević’ nächster Verein sein sollte. Auch ohne Dubljević erreichte Budućnost im Eurocup 2012/13 erneut das Viertelfinale, in dem man aber beide Spiele gegen den späteren Titelgewinner Lokomotive Kuban Krasnodar verlor. In der Vorrunde des Eurocup 2013/14 erreichte die Mannschaft jedoch nur noch drei Siege in zehn Spielen und schied frühzeitig aus dem Wettbewerb aus.
Mit der montenegrinischen Nationalmannschaft unter Nationaltrainer Pavićević verpasste Mihailović im August 2014 unter anderem nach einer Heimniederlage gegen die Niederlande die Qualifikation für die EM-Endrunde 2015, bevor er zum belgischen Meister Telenet aus Ostende am Ärmelkanal wechselte. Von diesem Verein trennte er sich jedoch bereits zu Saisonbeginn wieder, nachdem man in der Qualifikation für die EuroLeague 2014/15 vor heimischem Publikum gleich im Auftaktspiel scheiterte, und schloss sich sechs Wochen später dem abstiegsbedrohten deutschen Erstligisten Walter Tigers aus Tübingen an, der am Ende der Basketball-Bundesliga 2014/15 auf dem 14. Platz den Klassenerhalt erreichte. Nach einem weiteren 14. Platz in der Saison 2015/16 wechselte Mihailović zum Tübinger Ligakonkurrenten und vormaligen Play-off-Teilnehmer s.Oliver Baskets aus Würzburg, bevor er mit Montenegro im Sommer 2016 diesmal die Qualifikation für die EM-Endrunde 2017 erreichte. Der Saisonstart der ambitionierten Würzburger, die erst im Vorjahr in die höchste Spielklasse zurückgekehrt waren, missriet jedoch und Mihailović wechselte bereits nach nicht einmal drei Monaten nach Saisonstart Mitte Dezember zu den EWE Baskets aus Oldenburg, wo er den längerfristig verletzten Vaughn Duggins vertrat. Mit den Oldenburgern war Mihailović auch wieder in einem internationalen Vereinswettbewerb vertreten und die Niedersachsen erreichten in der Premierensaison der Champions League das Achtelfinale.